# Cnemaspis gracilis
Espèce
Synonymes
- Gymnodactylus gracilis Beddome, 1870

Statut de conservation UICN

 LC  : Préoccupation mineure
Cnemaspis gracilis est une espèce de geckos de la famille des Gekkonidae.

## Répartition
Cette espèce est  endémique du Kerala en Inde. Elle se rencontre dans les Palghat Hills.

## Description
Cnemaspis gracilis mesure, queue non comprise, jusqu'à 32,9 mm.

## Publication originale
- Beddome, 1870 : Descriptions of some new lizards from the Madras Presidency. The Madras monthly journal of medical science, vol. 1, p. 30-35.